# 小行星2033
小行星2033（2033 Basilea）是一颗绕太阳运转的小行星，为主小行星带小行星。该小行星于1973年2月6日发现。
該小行星以瑞士的城市巴塞爾命名。

## 轨道参数
小行星2033的轨道半长轴为2.2261967 UA，离心率为0.111。